# Anthony Brea
Anthony José Brea Salazar (3 februari 1983) is een Venezolaans wielrenner.
Hij is sinds 2007 neoprof bij Serramenti PVC Diquigiovanni - Selle Italia. Hij heeft in zijn debuutjaar al enkele overwinningen geboekt.

## Overwinningen
2007
- 2de, 9de en 13de etappe Ronde van Cuba
- 10e etappe Vuelta Ciclista Lider al Sur
- 3e etappe Ronde van Rio de Janeiro

## Ploegen
- 2007: Serramenti PVC Diquigiovanni - Selle Italia